# Santa Cecília (métro de São Paulo)
Santa Cecília (en portugais : Estação Santa Cecília) est une station de la ligne 3 - Rouge du métro de São Paulo.  Elle est située au Largo Santa Cecília (pt), dans le quartier Santa Cecília à São Paulo au Brésil.

## Situation sur le réseau

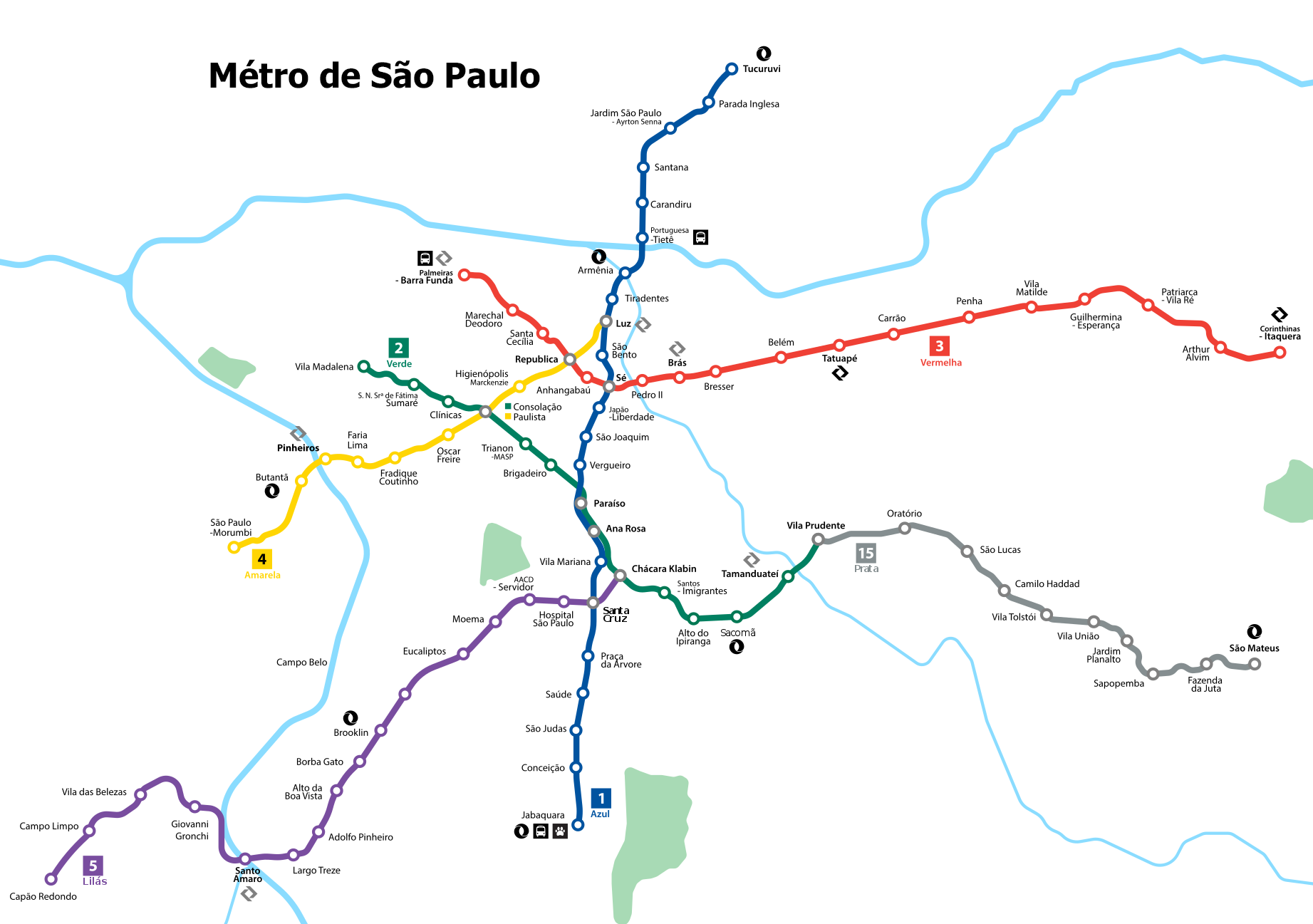
Plan du Métro de São Paulo 2020.

Établie en souterrain, la station Santa Cecília est située sur la ligne 3 du métro de São Paulo (rouge), entre les stations Marechal Deodoro, en direction du terminus de Palmeiras-Barra Funda, et República, en direction du terminus de Corinthians-Itaquera.

## Histoire

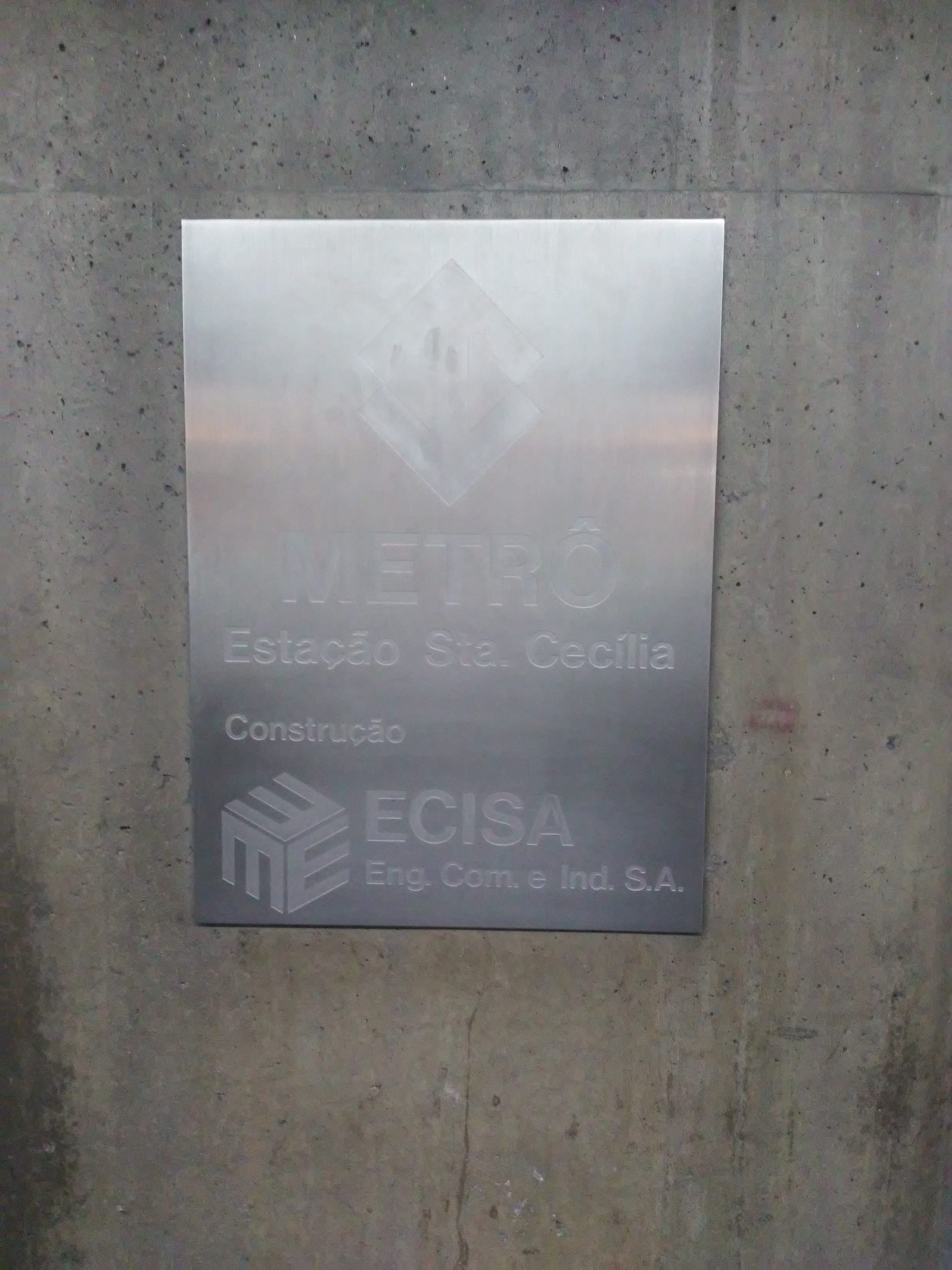
Plaque de l'entreprise de construction ECISA.

Le projet de la station Santa Cecília est présent dans le deuxième projet de la ligne Est-Ouest, réalisé entre 1973 et 1978, en remplacement de la station projetée Duque de Caxias. Due au dessin de l'architecte Roberto MacFadden, ses travaux son réalisé par la Companhia do Metropolitano de São Paulo avec l'entreprise de construction Engenharia, Comércio e Indústria S/A (ECISA), en 1980,,.
Comme la station Marechal Deodoro, Santa Cecília est construite sous la voie routière aérienne Presidente João Goulart. La complexité de la réalisation des travaux (qui nécessitent le retrait des pieux Franki du pilier 24 de l'élévation et le transfert du poids vers le passage du tunnel), dont la promesse d'achèvement était pour la fin de 1982, a entraîné des retards.
Santa Cecília est inaugurée le 10 décembre 1983. C'est une station souterraine avec mezzanine de distribution et quais latéraux avec structure en béton apparent et ouvertures pour l'éclairage naturel. Elle a une capacité de 20 000 voyageurs par heure et une superficie bâtie de 10 680 mètres carrés.

## Services aux voyageurs

### Accès et accueil
Son entrée est située Largo Santa Cecilia. Elle est accessible par des rampes puis on accède aux quais par des escaliers ordinaires. Un ascenseur est réservé aux personnes à la mobilité réduite.

### Desserte
| Ligne                         | Terminus                                         | Stations | Durée du voyage (min) | Intervalle entre les trains (min) | Opération                                                                 |
| ----------------------------- | ------------------------------------------------ | -------- | --------------------- | --------------------------------- | ------------------------------------------------------------------------- |
| Ligne 3 du métro de São Paulo | Palmeiras - Barra Funda ↔ Corinthians - Itaquera | 18       | 40                    | 2                                 | Tous les jours, de 4h40 à 0h. Le samedi, jusqu'à 1h du matin le dimanche. |

### Intermodalité
À proximité, rue Sebastião Pereira, un arrêt de bus est desservie par les lignes : 118C-10, 178L-10, 669A-10, 119P-10, 778R10, 805L-10, 875A-10, 978L10, 7550-10, 8215-10, N106-11 et N841-11.

## À proximité
- Largo Santa Cecília (pt)
- Église Santa Cecília